# Batrachedra albanica
Batrachedra albanica is een vlinder uit de familie van de smalvleugelmotten (Batrachedridae). De wetenschappelijke naam van de soort is voor het eerst geldig gepubliceerd in 1931 door Rebel & Zerny.